# ساندرو كروز
ساندرو كروز (بالبرتغالية: Sandro Cruz‏) هو لاعب كرة قدم برتغالي في مركز الدفاع، ولد في 12 مايو 2001 في براقرة في البرتغال.

## وصلات خارجية
- ساندرو كروز على موقع قاعدة بيانات كرة القدم.إي يو (الإنجليزية)
- ساندرو كروز على موقع ناشيونال فوتبول تيمز (الإنجليزية)
- ساندرو كروز على موقع Soccerway.com (الإنجليزية)
- ساندرو كروز على موقع عالم كرة القدم.نت (الإنجليزية)